# U-410 (tàu ngầm Đức)
U-410 là một tàu ngầm tấn công  Lớp Type VII thuộc phân lớp Type VIIC được Hải quân Đức Quốc Xã chế tạo trong Chiến tranh Thế giới thứ hai. Nhập biên chế năm 1942, nó đã thực hiện được bảy chuyến tuần tra, đánh chìm hoặc gây tổn thất toàn bộ cho tám tàu buôn với tổng tải trọng 50.966 GRT cùng hai tàu chiến với tổng tải trọng 6.895 tấn, đồng thời gây hư hại cho một tàu buôn khác tải trọng 7.134 GRT. U-410 bị đánh chìm trong một cuộc không kích của Không lực 15 Không lực Lục quân Hoa Kỳ xuống cảng Toulon, Pháp vào ngày 11 tháng 3, 1944.

## Thiết kế và chế tạo

### Thiết kế

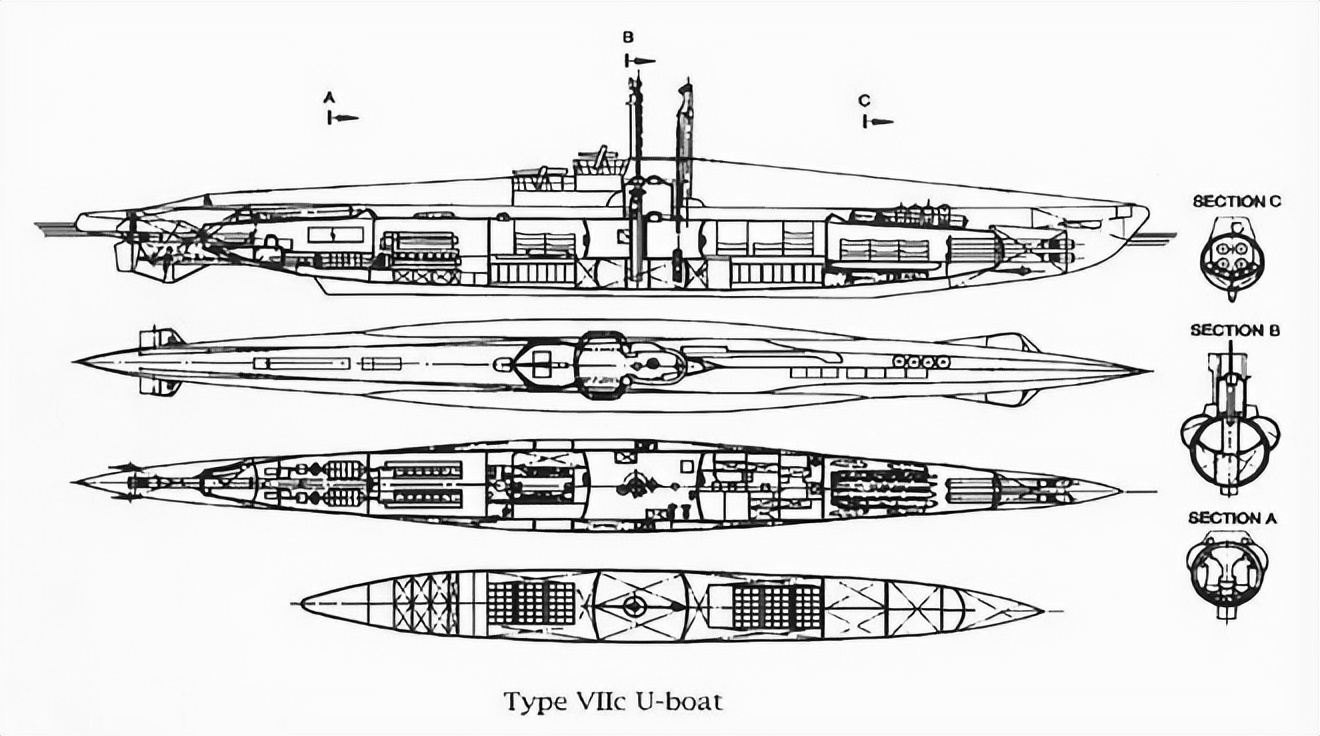
Sơ đồ các mặt cắt một tàu ngầm Type VIIC

Phân lớp VIIC của Tàu ngầm Type VII là một phiên bản VIIB được kéo dài thêm. Chúng có trọng lượng choán nước 769 t (757 tấn Anh) khi nổi và 871 t (857 tấn Anh) khi lặn). Con tàu có chiều dài chung 67,10 m (220 ft 2 in), lớp vỏ trong chịu áp lực dài 50,50 m (165 ft 8 in), mạn tàu rộng 6,20 m (20 ft 4 in), chiều cao 9,60 m (31 ft 6 in) và mớn nước 4,74 m (15 ft 7 in).
Chúng trang bị hai động cơ diesel Germaniawerft F46 siêu tăng áp 6-xy lanh 4 thì, tổng công suất 2.800–3.200 PS (2.100–2.400 kW; 2.800–3.200 bhp), dẫn động hai trục chân vịt đường kính 1,23 m (4,0 ft), cho phép đạt tốc độ tối đa 17,7 kn (32,8 km/h), và tầm hoạt động tối đa 8.500 nmi (15.700 km) khi đi tốc độ đường trường 10 kn (19 km/h). Khi đi ngầm dưới nước, chúng sử dụng hai động cơ/máy phát điện Garbe, Lahmeyer & Co. RP 137/c  tổng công suất 750 PS (550 kW; 740 shp). Tốc độ tối đa khi lặn là 7,6 kn (14,1 km/h), và tầm hoạt động 80 nmi (150 km) ở tốc độ 4 kn (7,4 km/h). Con tàu có khả năng lặn sâu đến 230 m (750 ft).
Vũ khí trang bị có năm ống phóng ngư lôi 53,3 cm (21 in), bao gồm bốn ống trước mũi và một ống phía đuôi, và mang theo tổng cộng 14 quả ngư lôi, hoặc tối đa 22 quả thủy lôi TMA, hoặc 33 quả TMB. Tàu ngầm Type VIIC bố trí một hải pháo 8,8 cm SK C/35 cùng một pháo phòng không 2 cm (0,79 in) trên boong tàu. Thủy thủ đoàn bao gồm 4 sĩ quan và 40-56 thủy thủ.

### Chế tạo
U-410 được đặt hàng vào ngày 30 tháng 10, 1939, và được đặt lườn tại xưởng tàu Danziger Werft ở Danzig (nay là Gdańsk thuộc Ba Lan) vào ngày 9 tháng 1, 1941. Nó được hạ thủy vào ngày 14 tháng 10, 1941, và nhập biên chế cùng Hải quân Đức Quốc Xã vào ngày 23 tháng 2, 1942 dưới quyền chỉ huy của Hạm trưởng, Thiếu tá Hải quân Kurt Sturm.

## Lịch sử hoạt động

### 1942

#### Chuyến tuần tra thứ nhất
U-410 xuất phát cảng từ Kiel, Đức vào ngày 27 tháng 8, 1942 cho chuyến tuần tra đầu tiên trong chiến tranh. Nó băng qua khe GIUK giữa quần đảo Faroe và Iceland để vòng qua quần đảo Anh, và hoạt động tại khu vực giữa Bắc Đại Tây Dương về phía Đông Nam Greenland. Ở vị trí khoảng 500 nmi (930 km) về phía Đông Nam mũi Farewell, Greenland, U-410 phóng ngư lôi tấn công chiếc tàu buôn Anh Newton Pine 4.212 GRT, vốn bị rớt lại phía sau Đoàn tàu ONS-136, đánh chìm mục tiêu tại tọa độ 54°30′B 34°00′T / 54,5°B 34°T. Chiếc tàu ngầm kết thúc chuyến tuần tra và quay về cảng St. Nazaire bên bờ Đại Tây Dương của Pháp đã bị Đức chiếm đóng, đến nơi vào ngày 28 tháng 10.

#### Chuyến tuần tra thứ hai
Trong chuyến tuần tra tiếp theo, cùng bắt đầu và kết thúc tại St. Nazaire và diễn ra từ ngày 3 tháng 12, 1942 đến ngày 4 tháng 1, 1943, U-410 đã hoạt động trong khu vực giữa Đại Tây Dương, nhưng không đánh chìm được mục tiêu nào. Trên đường quay trở về căn cứ vào ngày 2 tháng 1, 1943, nó đã cứu vớt 80 người sống sót từ chiếc MV Rhakotis, sau khi chiếc tàu vượt phong tỏa Đức bị tàu tuần dương hạng nhẹ Anh HMS Scylla đánh chìm trước đó vào ngày 31 tháng 12, 1942.

### 1943

#### Chuyến tuần tra thứ ba
Khởi hành từ cảng St. Nazaire vào ngày 9 tháng 2, U-410 chuyển sang hoạt động trong vùng biển Đại Tây Dương về phía Tây Bồ Đào Nha. Tại lối ra vào phía Tây của eo biển Gibraltar vào ngày 6 tháng 3, nó đã tấn công Đoàn tàu KMS-10, đánh chìm chiếc tàu buôn Anh Fort Battle River 7.133 GRT, đồng thời gây hư hại cho chiếc tàu buôn Anh Fort Paskoyac 7.134 GRT. Chiếc U-boat kết thúc chuyến tuần tra tại cảng St. Nazaire vào ngày 27 tháng 3.

#### Chuyến tuần tra thứ tư
U-410 xuất phát từ cảng Lorient vào ngày 26 tháng 4 cho chuyến tuần tra thứ tư, với nhiệm vụ chuyển sang hoạt động trong khu vực Địa Trung Hải. Sau khi thành công trong việc vượt qua eo biển Gibraltar được lực lượng Đồng Minh phòng thủ nghiêm ngặt vào ngày 5 tháng 5, nó kết thúc chuyến tuần tra tại cảng La Spezia, Ý vào ngày 13 tháng 5.

#### Chuyến tuần tra thứ năm
U-410 rời cảng La Spezia vào ngày 7 tháng 8 cho chuyến tuần tra thứ năm, và đã hoạt động trong Địa Trung Hải dọc bờ biển Bắc Phi ngoài khơi Algérie. Tại đây nó đã phóng ngư lôi tấn công Đoàn tàu UGS-14 ờ ngoài khơi La Calle, Algérie vào ngày 26 tháng 8, đánh chìm các tàu buôn Hoa Kỳ John Bell 7.242 GRT, và Richard Henderson 7.194 GRT ở vị trí khoảng 35 nmi (65 km) về phía Đông Bắc Bona, Algérie. Chiếc tàu ngầm kết thúc chuyến tuần tra tại cảng Toulon ở miền Nam nước Pháp vào ngày 30 tháng 8.

#### Chuyến tuần tra thứ sáu
Trong chuyến tuần tra tiếp theo, cùng bắt đầu và kết thúc tại cảng Toulon và diễn ra từ ngày 12 tháng 9 đến ngày 3 tháng 10, U-410 quay trở lại hoạt động dọc theo bờ biển Bắc Phi ngoài khơi Algérie. Tại đây vào ngày 26 tháng 9, nó tấn công Đoàn tàu UGS-17 và đã đánh chìm được tàu buôn Na Uy Christian Michelsen 7.176 GRT ở vị trí khoảng 30 nmi (56 km) về phía Đông Bona.
Đến ngày 1 tháng 10, chiếc U-boat tiếp tục tấn công Đoàn tàu MKS-26 ở vị trí về phía Đông Bougie, Algérie, đánh chìm chiếc tàu buôn Anh Fort Howe 7.133 GRT, đồng thời gây tổn thất toàn bộ cho chiếc tàu chở dầu Anh Empire Commerce 3.722 GRT.

### 1944

#### Chuyến tuần tra thứ bảy

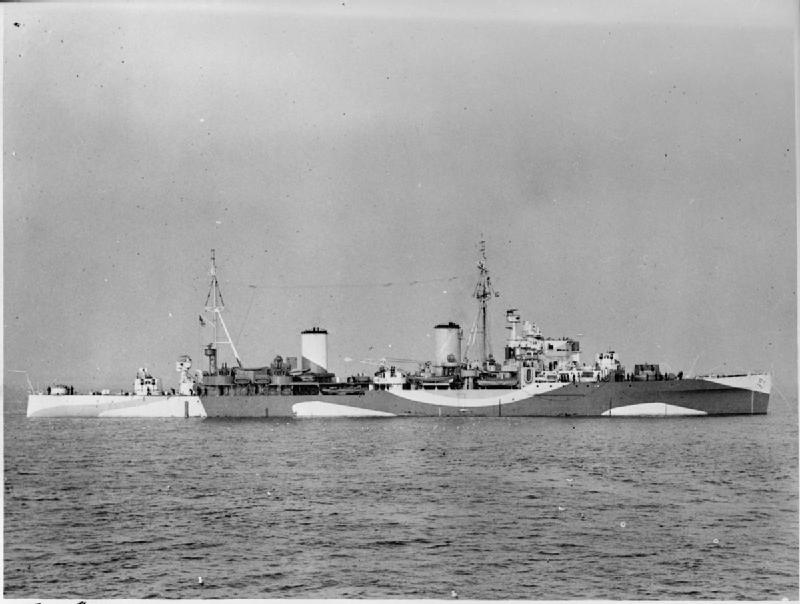
HMS Penelope

U-410 khởi hành từ cảng Toulon vào ngày 3 tháng 2 cho chuyến tuần tra thứ bảy, trong một nỗ lực nhằm ngăn chặn cuộc đổ bộ lên Anzio. Vào ngày 15 tháng 2, nó phóng ngư lôi đấnh chìm chiếc tàu buôn Anh Fort St. Nicholas 7.154 GRT ở vị trí về phía Đông đảo Capri, tại tọa độ 40°34′B 14°38′Đ / 40,567°B 14,633°Đ. Đến ngày 18 tháng 2, tàu tuần dương hạng nhẹ HMS Penelope (5.270 tấn) đang rời cảng Naples để hướng sang khu vực Anzio khi nó trúng ngư lôi phóng từ U-410. Hai quả ngư lôi trúng đích cách nhau 18 phút đã khiến Penelope đắm ở vị trí khoảng 35 nmi (65 km) về phía Tây Naples, tại tọa độ 40°55′B 13°25′Đ / 40,917°B 13,417°Đ, khiến 415 thành viên thủy thủ đoàn bao gồm hạm trưởng tử trận, và có 206 người sống sót.
Chỉ hai ngày sau đó, 20 tháng 2, chiếc U-boat tiếp tục đánh chìm tàu đổ bộ LST LST-348 (1.625 tấn) đang trên đường từ Sicilia quay về sau khi hỗ trợ cho Chiến dịch Shingle và còn cách Naples khoảng 35 nmi (65 km) về phía Nam, tại tọa độ 40°57′B 13°14′Đ / 40,95°B 13,233°Đ. Chiếc tàu ngầm quay trở về Toulon vào ngày 28 tháng 2.

#### Bị mất
U-410 cùng với tàu ngầm U-380 bị đánh chìm trong một cuộc không kích của máy bay ném bom thuộc Không lực 15 Không lực Lục quân Hoa Kỳ xuống cảng Toulon, Pháp vào ngày 11 tháng 3, 1944. Xác tàu đắm bị Lực lượng Pháp quốc Tự do chiếm vào tháng 8, 1944 và bị tháo dỡ vào năm 1946.

### "Bầy sói" tham gia
U-410 từng tham gia bảy bầy sói:
- Lohs (13 - 22 tháng 9, 1942)
- Blitz (22 - 26 tháng 9, 1942)
- Tiger (26 - 29 tháng 9, 1942)
- Letzte Ritter (29 tháng 9 - 1 tháng 10, 1942)
- Wotan (5 - 17 tháng 10, 1942)
- Raufbold (11 - 20 tháng 12, 1942)
- Robbe (16 tháng 2 - 13 tháng 3, 1943)

### Tóm tắt chiến công
U-410 đã đánh chìm hoặc gây tổn thất toàn bộ cho tám tàu buôn với tổng tải trọng 50.966 GRT cùng hai tàu chiến với tổng tải trọng 6.895 tấn, đồng thời gây hư hại cho một tàu buôn khác tải trọng 7.134 GRT:
| Ngày              | Tên tàu             | Quốc tịch              | Tải trọng | Số phận          |
| ----------------- | ------------------- | ---------------------- | --------- | ---------------- |
| 11 tháng 10, 1942 | Newton Pine         | United Kingdom         | 4.212     | Bị đánh chìm     |
| 6 tháng 3, 1943   | Fort Battle River   | United Kingdom         | 7.133     | Bị đánh chìm     |
| 6 tháng 3, 1943   | Fort Paskoyac       | United Kingdom         | 7.134     | Bị hư hại        |
| 26 tháng 8, 1943  | John Bell           | United States          | 7.242     | Bị đánh chìm     |
| 26 tháng 8, 1943  | Richard Henderson   | United States          | 7.194     | Bị đánh chìm     |
| 26 tháng 9, 1943  | Christian Michelsen | Norway                 | 7.176     | Bị đánh chìm     |
| 1 tháng 10, 1943  | Empire Commerce     | United Kingdom         | 3.722     | Tổn thất toàn bộ |
| 1 tháng 10, 1943  | Fort Howe           | United Kingdom         | 7.133     | Bị đánh chìm     |
| 15 tháng 2, 1944  | Fort St. Nicholas   | United Kingdom         | 7.154     | Bị đánh chìm     |
| 18 tháng 2, 1944  | HMS Penelope        | Hải quân Hoàng gia Anh | 5.270     | Bị đánh chìm     |
| 20 tháng 2, 1944  | USS LST-348         | Hải quân Hoa Kỳ        | 1.625     | Bị đánh chìm     |